# Çerfo
Çerfo (o Šerfio) era una divinità umbra legata al culto delle acque, ricordata nelle Tavole eugubine. Risulta attestato anche presso i Peligni, anche se in una forma plurale ("Cerfum") che lascia intendere, al di là dell'identità onomastica, una notevole differenza dal punto di vista dell'evoluzione religiosa. Ai Cerfum erano consacrate sacerdotesse.